# Jónské moře
Jónské moře (italsky Mar Ionio [mar ˈjɔːnjo]IPA, řecky Ιόνιο Πέλαγος [iˈonio ˈpelaɣos]IPA, albánsky Deti Jon) tvoří část Středozemního moře. Zaujímá plochu 169 000 km², jeho nejhlubší místo je Prohlubeň Calypso.

## Geografie
Nachází se mezi Itálií, Albánií a Řeckem, jižně od Jaderského moře s kterým je spojeno přes Otrantský průliv. Na západě hraničí s Sicílií a přes Messinský průliv je spojeno s Tyrhénským mořem. Na východě se nachází množství ostrovů (Korfu, Ithaka) a přes Korintský záliv a Korintský průplav je spojeno s Egejským mořem.
Mezinárodní hydrografická organizace vymezuje hranice Jónského moře následovně:
Na severu: Hranice běží od ústí řeky Vivari (39°44' s. š.) v Albánii, k mysu Karagol na Korfu (39°45' s. š.), podél severního pobřeží Korfu k mysu Kephali (39°45' s. š.) a odtud k mysu Santa Maria di Leuca v Itálii.
Na východě: Od ústí řeky Vivari v Albánii po pobřeží pevniny k mysu Matapan.
Na jihu: Linie z mysu Matapan k mysu Passero, jižní bod Sicílie.
Na západě: Východní pobřeží Sicílie a jihovýchodní pobřeží Itálie k mysu Santa Maria di Leuca.
V Jónském moři se nachází nejhlubší místo Středozemního moře hlubina Calypso, které leží jihozápadně od řeckého města Pylosu 36°34′ s. š., 21°8′ v. d.. Součástí moře je i Tarentský záliv, který se nachází v jeho severozápadní části u jihovýchodního pobřeží Itálie.

### Místa
- Syrakusy, přístav, západ
- Catania, přístav, západ
- Messina, přístav, západ
- Taranto, přístav sever
- Himara, malý přístav, severovýchod
- Saranda, přístav a pláž, severovýchod
- Korfu, přístav, východ
- Igoumenitsa, přístav, východ
- Parga, malý přístav, východ
- Preveza, přístav, východ
- Astakos, přístav, východ
- Argostoli, malý přístav, východ
- Patra, přístav, východ
- Kyparissia, přístav, východ
- Pylos, přístav, východ
- Methoni, malý přístav a pláž
- Jónské ostrovy – Korfu, Paxos, Lefkada, Ithaka, Kefalonia, Zakynthos, Kythéra

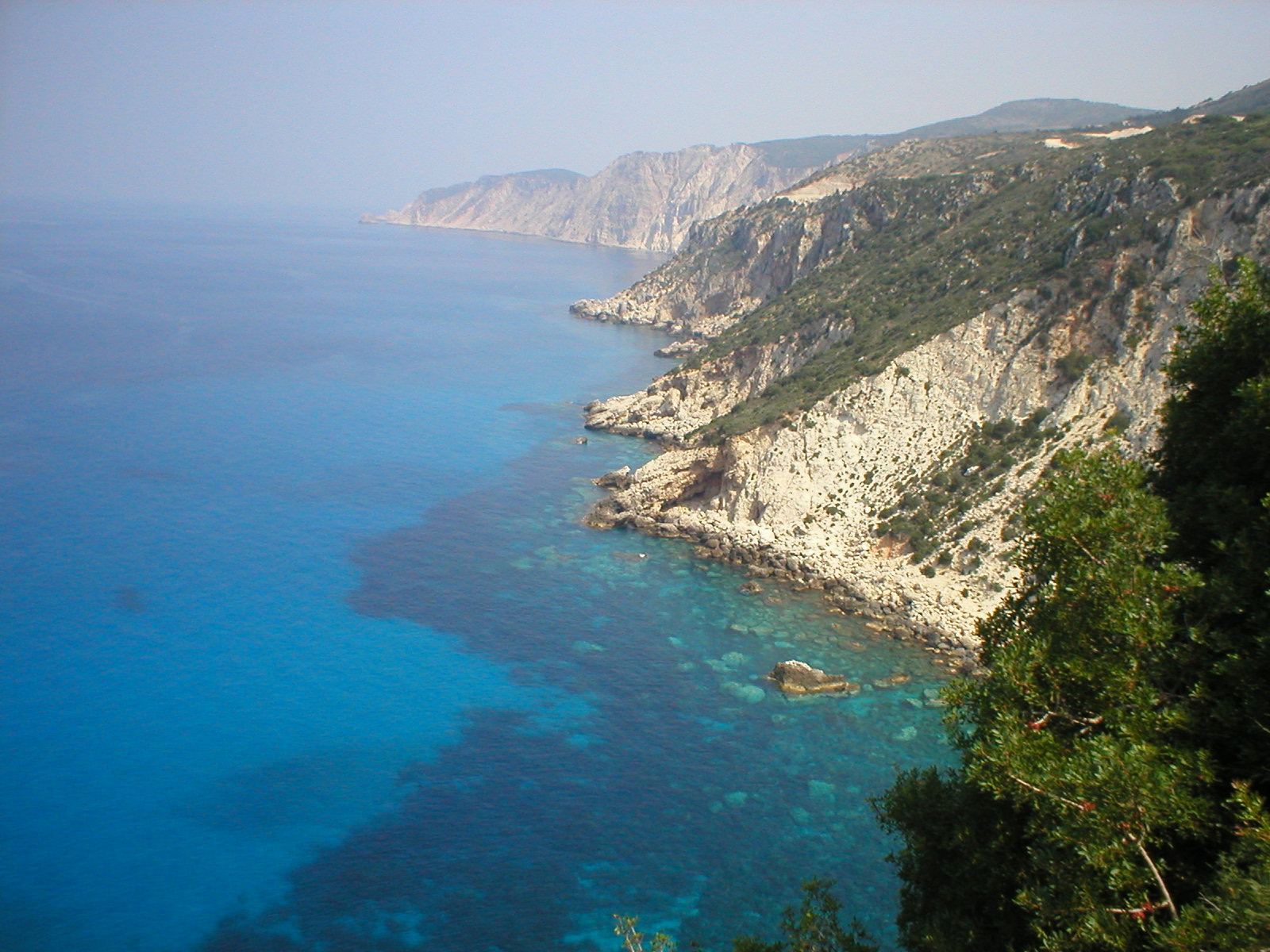
Jónské moře pohledem z kláštera Kipourion na ostrově Kefalonia
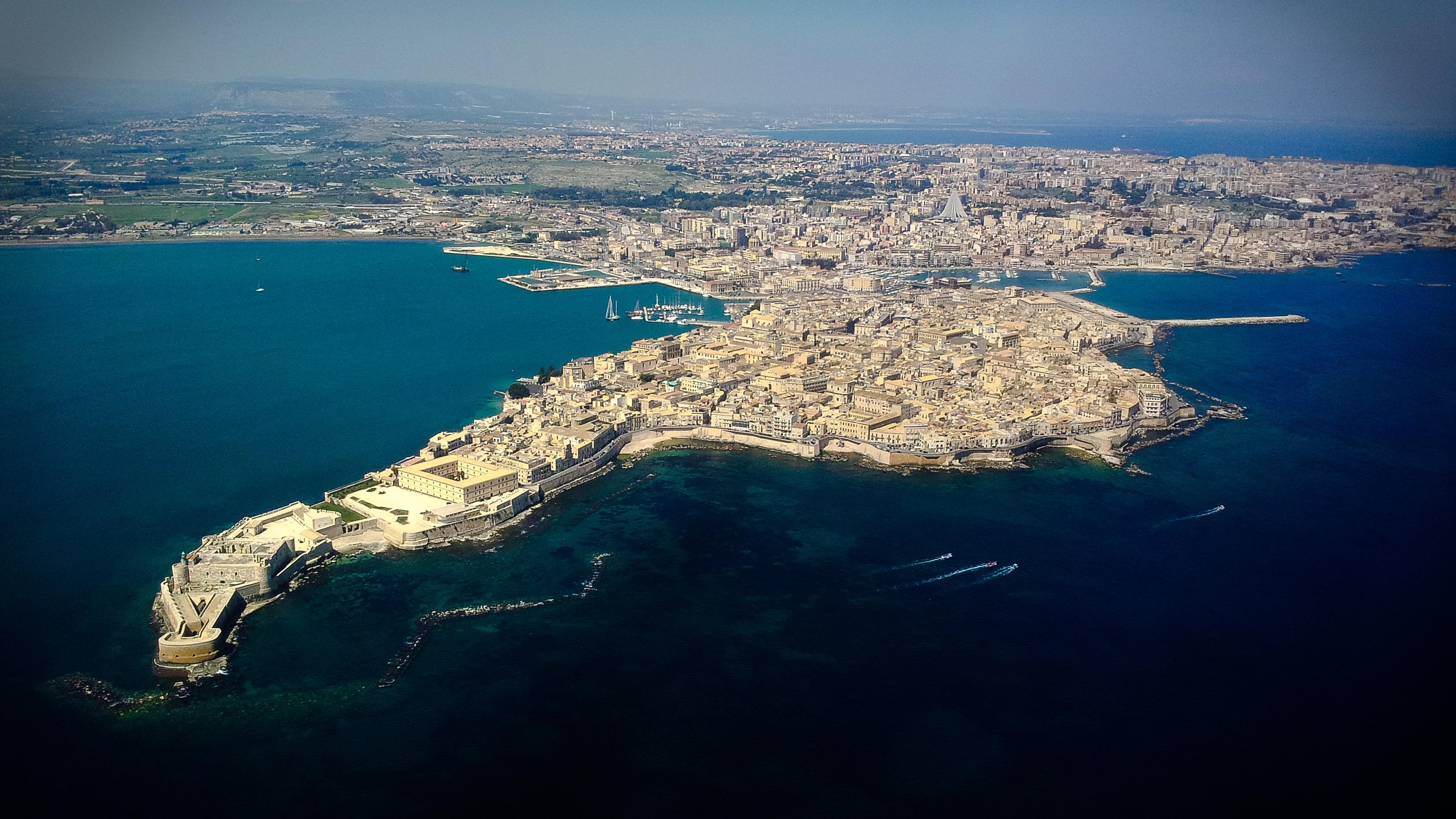
Pohled na syrakuský ostrov – isola di Ortigia